# 법륜

법륜

법륜(法輪, 산스크리트어: धर्मचक्र 다르마차크라)은 불교의 교의를 뜻하며, 특히 고타마 붓다가 설법한 사성제 · 팔정도를 뜻하기도 한다.

## 개요
윤(輪)이란 고대 인도의 투척 무기인 차크람을 의미한다. 대중이 승려로부터 설법을 듣고, 불교 교의를 믿음으로써 번뇌를 제거하고 깨달음으로 나아가는 과정 중 파사(破邪: 삿된 것을 깨뜨림)의 면을 특히 강조해 전륜성왕의 7종 보구 중 하나인 차크람에 빗되어 표현한 것이다.
여기에서 불교의 교의(법륜 · 法輪)를 타인에게 전하는 일(전 · 轉 · 굴리다)을 전법륜(轉法輪)이라고 말하게 되었다. 특히 고타마 붓다가 깨달음을 성취한 후, 사르나트(녹야원)로 가서 전에 같이 고행 수행을 하였던 다섯 비구에게 첫 설법한 일을 초전법륜(初轉法輪: 처음으로 법의 수레바퀴를 굴리다)이라 한다.
그 후, 법륜은 불교의 교의를 나타내는 수레바퀴 형태의 법구로서 구체화되었고, 만(卍)자와 함께 불교의 상징이 되어 사찰의 추녀 등에 장식되었다.